# Antoni Mazurkiewicz (informatyk)
Antoni Wiesław Mazurkiewicz (ur. 27 czerwca 1934) – polski informatyk, profesor nauk matematycznych.
Absolwent studiów matematycznych na Uniwersytecie Warszawskim (1955). Pracował w Grupie Aparatów Matematycznych (GAM) Instytutu Maszyn Matematycznych razem z profesorem Leonem Łukaszewiczem, którym był promotorem jego doktoratu. Od 1958 roku był kierownikiem Działu Obliczeń w Instytucie Matematycznym, który pracował nad językiem programowania SAKO oraz pierwszymi polskimi komputerami m.in. XYZ. Członek Komitetu Informatyki Polskiej Akademii Nauk, rady naukowej Instytutu Podstaw Informatyki PAN, Centralnej Komisji do Spraw Stopni i Tytułów, Towarzystwa Naukowego Warszawskiego, członek założyciel Polskiego Towarzystwa Informatycznego (PTI). W 2018 otrzymał medal 70-lecia polskiej informatyki PTI.
23 sierpnia 1980 dołączył do apelu 64 uczonych, pisarzy i publicystów do władz komunistycznych o podjęcie dialogu ze strajkującymi robotnikami. Wstąpił do NSZZ „Solidarność”. Był także członkiem Rady Języka Polskiego.

## Odznaczenia[12]
- 2005 – Doktor honoris causa Uniwersytetu w Bordeaux
- 2000 – Krzyż Oficerski Orderu Odrodzenia Polski
- 1995 – Krzyż Kawalerski Orderu Odrodzenia Polski
- 1980 – Złoty Krzyż Zasługi
- 1978 – Nagroda Państwowa Zespołowa II st.
- 1972 – Nagroda Państwowa Zespołowa II st.